# Marina Wilke
Marina Wilke, po mężu Jährling (ur. 28 lutego 1958 w Berlinie) – niemiecka wioślarka (sternik), reprezentująca NRD, dwukrotna medalistka olimpijska i czterokrotna medalistka mistrzostw świata.

## Kariera
Wystąpiła na igrzyskach olimpijskich w Montrealu w 1976, gdzie osada NRD w składzie: Viola Goretzki, Christiane Knetsch, Ilona Richter, Brigitte Ahrenholz, Monika Kallies, Henrietta Ebert, Helma Lehmann, Irina Müller i Marina Wilke zdobyła złoty medal w ósemkach. W finale wyprzedziły ZSRR o 2,85 sekundy i osadę USA o 5,36 sekundy. Był to debiut tej konkurencji w programie olimpijskim, tym samym reprezentantki NRD zostały pierwszymi w historii mistrzyniami olimpijskimi w ósemkach kobiet. Na rozgrywanych cztery lata później igrzyskach olimpijskich w Moskwie Martina Boesler, Kersten Neisser, Christiane Köpke, Birgit Schütz, Gabriele Kühn, Ilona Richter, Marita Sandig, Karin Metze i Marina Wilke obroniły tytuł mistrzyń olimpijskich. W wyścigu finałowym uplasowały się o 0,97 sekundy przed osadą ZSRR i 2,31 sekundy przed osadą Rumunii.
W tej samej konkurencji zdobyła również złoto na mistrzostwach świata w Nottingham (1975) oraz srebro na mistrzostwach świata w Cambridge (1978) i mistrzostwach świata w Bledzie (1979). W międzyczasie wywalczyła złoto w czwórkach ze sternikiem na mistrzostwach świata w Amsterdamie (1977). 
W 1976 odznaczona Orderem Zasługi dla Ojczyzny. 
Jej mężem był Harald Jährling. Ich syn Robert Jahrling także został medalistą olimpijskim, jednak w barwach Australii.